# 80. вечити дерби у фудбалу
68. вечити дерби у фудбалу је фудбалска утакмица одиграна у Београду 19. априла 1987. године, између Црвене звезде и Партизана. Утакмица се завршила резултатом 3 : 1 (3 : 0) за Црвену звезду.